# Helmdraad
Een helmdraad (filament) is de steel van de meeldraad. Bovenaan de helmdraad zitten gewoonlijk twee helmhokjes (theca), die op twee manieren aan de helmdraad vast kunnen zitten: aan de voet (kerstroos) of aan de rugzijde (poederkwast). In de helmhokjes zitten stuifmeelkorrels. De Stuifmeelkorrels worden opgegeten door andere organismen. Die organismen verspreiden de korrels en zorgen voor een nieuwe bloem.

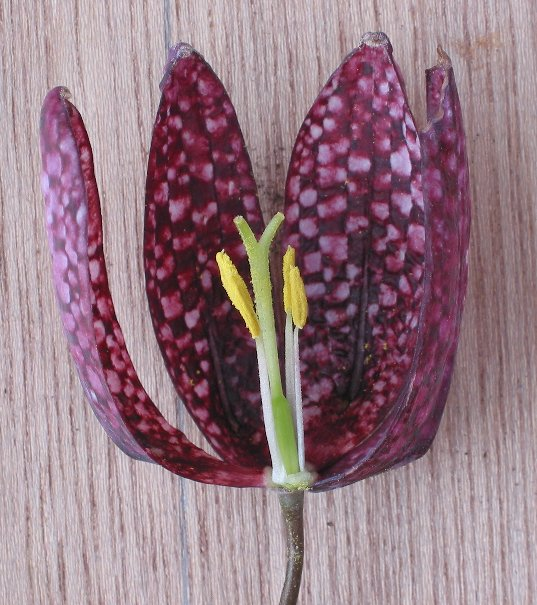
Dunne helmdraden bij kievitsbloem
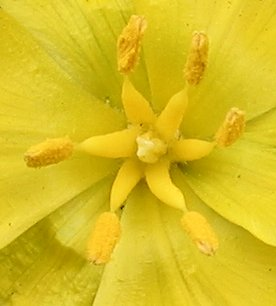
Zeer dikke helmdraden bij de tulp
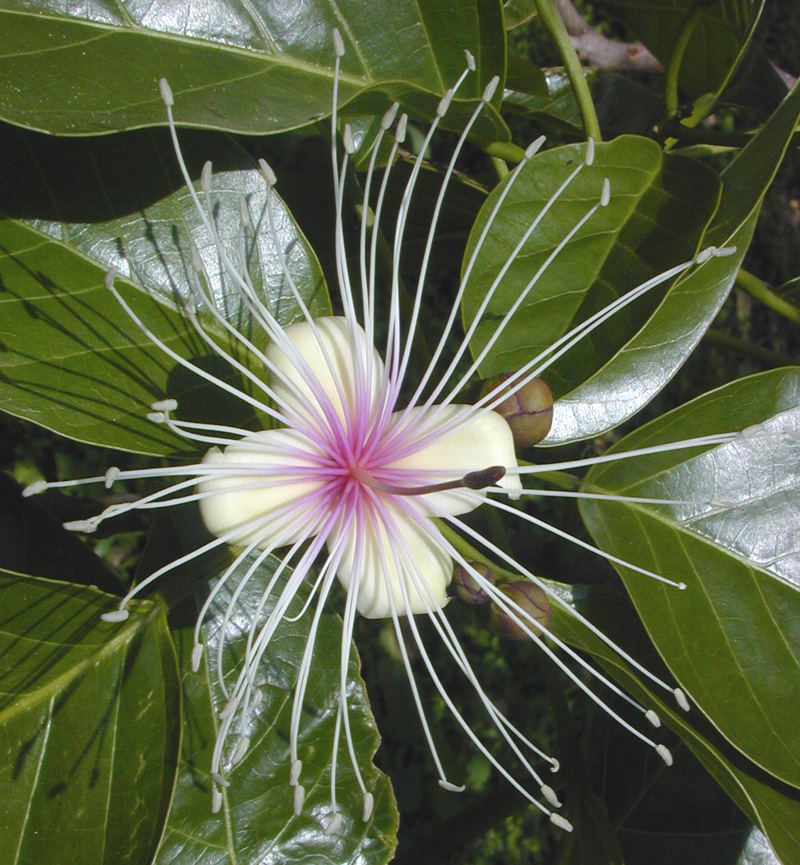
Meeldraden met zeer lange helmdraden bij Crateva religiosa
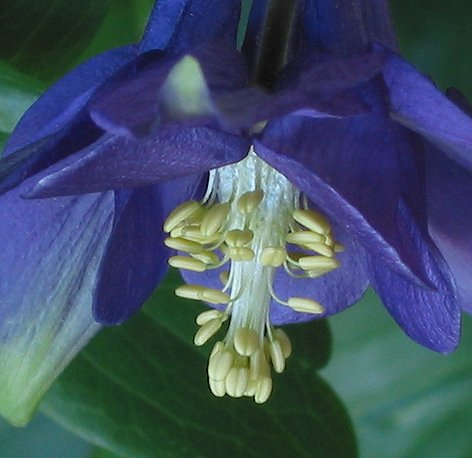
Eénbroederige meeldraden met helmdraden van ongelijke lengte bij Akelei